# Saint-Germain-de-Coulamer
Saint-Germain-de-Coulamer település Franciaországban, Mayenne megyében. Lakosainak száma 329 fő (2022. január 1.). Saint-Germain-de-Coulamer Courcité, Saint-Mars-du-Désert, Saint-Thomas-de-Courceriers, Mont-Saint-Jean, Saint-Georges-le-Gaultier és Vimartin-sur-Orthe községekkel határos.

## Népesség
A település népessége az elmúlt években az alábbi módon változott:
| Lakosok száma | 602  | 432  | 388  | 399  | 393  | 376  | 348  | 335  | 328  | 329  |
|               | 1968 | 1982 | 1990 | 2006 | 2013 | 2015 | 2017 | 2019 | 2020 | 2022 |